# Willem Eekelers
Willem Eekelers (Berg, 2 september 1883 - Brussel, 18 mei 1954) was een Belgisch syndicalist, redacteur en politicus voor de BWP / BSP.

## Levensloop
Geboren in een landbouwersgezin met negen kinderen, dat de landbouw verliet en in Berchem ging wonen, werd Willem Eekelers metselaarsknecht, leerjongen bij Bell Telephone in Bergen, arbeider in de fietsenfabriek Mercury en tot slot metaalarbeider. Op zijn zeventiende werd hij lid van de Socialistische Jonge Wacht en sloot hij aan bij de vakbond van de metaalbewerkers in Antwerpen. Van 1903 tot 1909 was hij secretaris van de Werkersbond in Berchem.
Hij werd in 1909 voorzitter van de Metaalbewerkersbond van Berchem en werkte mee aan de in 1909 opgerichte Provinciale Metaalbewerkersbond (PMB), gevolgd in 1912 door de oprichting van een vakcentrale van metaalbewerkers. Ondertussen was Eekeleers in 1911 de eerste vaste secretaris van de Antwerpse BWP-federatie geworden, die hij in een marxistische richting duwde. Ook deelde hij de radicale Vlaamsgezinde standpunten van de federatie. Tijdens de Eerste Wereldoorlog verbleef hij in Engeland en richtte er, samen met Henri Longville en met de steun van de lokale Workers' Union, de Centrale der Belgische Metaalbewerkers op. In Londen gaf hij van 1915 tot 1918 De Belgische Metaalbewerker uit, waarin onder meer de internationale politiek van Camille Huysmans werd gesteund.
In 1914 had hij Volksgazet opgericht en hij werd er, eenmaal de oorlog voorbij, de hoofdredacteur van tot aan zijn dood in 1954. In deze krant sprak hij zich onder meer uit voor de vernederlandsing van de Rijksuniversiteit Gent en pleitte hij voor amnestie voor veroordeelde activisten.
In 1919 werd hij voor het arrondissement Antwerpen verkozen in de Kamer van volksvertegenwoordigers, waar hij bleef zetelen tot aan de verkiezingen van 11 april 1954, een maand voor zijn dood. In 1921 werd hij eveneens verkozen tot gemeenteraadslid van Antwerpen, waar hij van 1927 tot 1938 schepen van Onderwijs was. In deze functie paste hij de taalwet van 1932 op het lager en middelbaar onderwijs toe in de Antwerpse gemeentescholen. Tijdens zijn mandaat van schepen werd in 1933 eveneens het Museum van de Vlaamsche Letterkunde opgericht.
Tijdens de Tweede Wereldoorlog leefde Eekelers ondergedoken. Na de Bevrijding in 1944 werd hij in Antwerpen opnieuw schepen van Onderwijs, wat hij bleef tot in 1946. Daarna was hij van 1946 tot 1947 waarnemend burgemeester van Antwerpen in de periode dat Camille Huysmans eerste minister was.
Bovendien was hij van februari tot april 1939 minister van Binnenlandse Zaken en Volksgezondheid in de Regering-Pierlot I.
Eekelers was getrouwd met Adolfin Nuyten (1883-1964).

## Publicaties
- Het Roode Boekje, Amsterdam, 1922.
- Vooruit voor 't Plan. Redevoering, Brussel, 1934.